# Willem Janszoon
Willem Janszoon (phát âm tiếng Hà Lan: [ˈʋɪləm ˈjɑnsoːn]; k. 1570 – k. 1630), đôi khi được viết tắt là Willem Jansz., là một hoa tiêu và thống đốc thuộc địa của Hà Lan. Janszoon phục vụ ở Đông Ấn Hà Lan trong các giai đoạn 1603 – 1611 và 1612 – 1616, bao gồm cả là thống đốc của Fort Henricus trên đảo Solor. Ông là người châu Âu đầu tiên được biết đến đã nhìn thấy bờ biển Úc trong chuyến đi 1605 - 1606 của mình.

## Tuổi thơ
Willem Janszoon sinh vào khoảng những năm 1570, nhưng không có thông tin về ông lúc nhỏ.
Janszoon lần đầu được biết đến khi tham gia vào dịch vụ của Oude compagnie, một trong những công ty tiền nhiệm của Công ty Đông Ấn Hà Lan (VOC), vào năm 1598 với tư cách là một người đứng thứ hai trên tàu Hollandia, một phần của hạm đội thứ hai dưới thuyền trưởng Jacob Cornelisz van Neck, được phái bởi người Hà Lan đến Đông Ấn Hà Lan. Vào ngày 5 tháng 5 năm 1601, một lần nữa ông đi thuyền đến Đông Ấn với tư cách là thuyền trưởng của tàu Lam, một trong ba tàu trong hạm đội của Joris van Spilbergen.
Janszoon khởi hành từ Hà Lan đến Đông Ấn lần thứ ba vào 18 tháng 12 năm 1603, như đội trưởng của tàu Duyfken (hoặc Duijfken, có nghĩa là "Little Dove"), một trong mười hai con tàu của hạm đội lớn của Steven van der Hagen. Khi các tàu khác rời Java, Janszoon được cử đi tìm kiếm các khu vực thương mại khác, đặc biệt là ở "vùng đất lớn của New Guinea và khu vực phía Đông và phía Nam của New Guinea".

## Thăm dò và khám phá

### Chuyến đi đầu tiên đến Úc

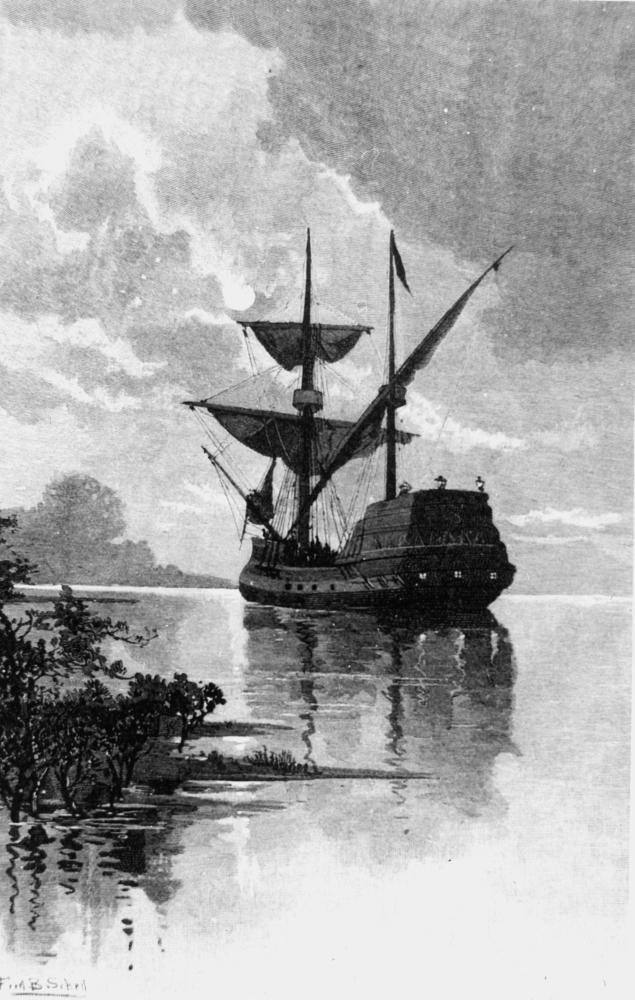
Bức tranh được vẽ vào thế kỷ 19 về con tàu Duyfken ở Vịnh Carpentaria

Vào ngày 18 tháng 11 năm 1605, tàu Duyfken đi từ Bantam đến bờ biển phía tây New Guinea. Sau đó, Janszoon băng qua đầu phía đông của Biển Arafura vào Vịnh Carpentaria mà không biết đến sự tồn tại của Eo biển Torres. Duyfken thực sự ở eo biển Torres vào tháng 2 năm 1606, một vài tháng trước khi nhà thám hiểm Tây Ban Nha Luís Vaz de Torres đi thuyền qua đó. Vào ngày 26 tháng 2 năm 1606, Janzoon đã neo ở sông Pennefather trên bờ phía tây của Cape York ở Queensland, gần thị trấn Weipa ngày nay. Đây là cuộc đổ bộ châu Âu đầu tiên được ghi nhận trên lục địa Úc. Janszoon đã duy chuyển 320 km (khoảng 200 dặm) bờ biển, mà ông nghĩ là một phần mở rộng về phía nam của New Guinea.
Tìm thấy vùng đất đầm lầy và người dân không thể sống được (mười người của anh ta đã bị giết trong các chuyến thám hiểm bờ biển khác nhau), Janszoon quyết định trở về tại một nơi mà anh ta đặt tên là Cape Keerweer ("Turnabout"), phía nam vịnh Albatross, và trở về Bantam vào tháng 6 1606. Ông gọi vùng đất mà ông đã phát hiện ra "Nieu Zeland", sau tỉnh Zeeland của Hà Lan, nhưng tên này không được thông qua, và sau đó được các nhà vẽ bản đồ Hà Lan sử dụng cho New Zealand.
Năm 1607,Đoo đốc Cornelis Matelieff de Jonge đã gởi Janzoon đến vùng đất Ambon và Banda. Năm 1611, Janzoon trở lại Hà Lan, và tin rằng bãi biển phía nam của New Guinea được nối liền với vùng đất mà anh đã di chuyển, và do đó Bản đồ thế giới của Hà Lan được vẽ sai trong nhiều năm. Măc dù đã có những giả thuyết về các nhà hàng hải của Trung Quốc, Pháp hoặc Bồ Đào Nha có thể đã phát hiện ra vùng đất Úc trước, nhưng Duyfken được xem là con tàu Châu Âu đầu tiên biết đến vùng đất này.

### Chuyến đi thứ hai đến Úc
Janszoon thông báo rằng vào ngày 31 Tháng 7 năm 1618, ông đã di chuyển lên một hòn đảo ở 22 ° Nam với chu vi khoảng 22 dặm x 240 dặm SSE của eo biển Sunda. Điều này thường được hiểu là một mô tả bán đảo từ Point Cloates (22°43′N 113°40′Đ / 22,717°N 113,667°Đ) đến North West Cape (21°47′N 114°09′Đ / 21,783°N 114,15°Đ) trên bờ biển Tây Úc, nơi Janszoon cho là một hòn đảo, mà không hoàn toàn đi vòng quanh nó.

## Đời sống chính trị

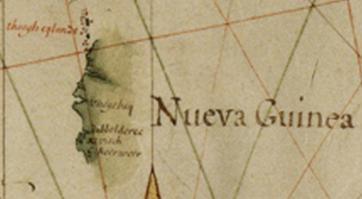
Vịnh Vliege của Willem Janszoon, Dubbelde Rev., R. Visch và Cape Keerweer trên bờ biển Nueva Guinea trên bản đồ Thái Bình Dương của Hessel Gerritszoon, 1622.

Khoảng 1617/18  ông đã trở lại Hà Lan và được bổ nhiệm làm thành viên của Hội đồng Ấn Độ. Ông từng là đô đốc của hạm đội Quốc phòng Hà Lan. Janszoon đã được trao một dây chuyền vàng trị giá 1.000 guilder vào năm 1619 cho phần mình trong việc nắm bắt bốn tàu của Công ty Đông Ấn Anh gần Tiku trên Tây Sumatra, vốn đã hỗ trợ các Java trong quốc phòng của họ về thị trấn Jakarta so với Hà Lan. Năm 1620, ông là một trong những nhà đàm phán với người Anh. Trong một hạm đội kết hợp, họ đi thuyền đến Manila để ngăn chặn các thương nhân Trung Quốc giao dịch với người Tây Ban Nha. Janszoon trở thành phó đô đốc, và năm sau đó là đô đốc. Gần cuối đời, Janszoon giữ chức thống đốc Banda (1623 – 1627). Ông trở lại Batavia vào tháng 6 năm 1627 và ngay sau đó, với tư cách là đô đốc của một hạm đội gồm tám tàu, đã đi làm nhiệm vụ ngoại giao đến Ấn Độ. Vào ngày 4 tháng 12 năm 1628, ông đi thuyền đến Hà Lan và vào ngày 16 tháng 7 năm 1629, báo cáo về tình trạng của Ấn Độ tại The Hague. Bây giờ anh ấy có lẽ khoảng sáu mươi tuổi và sẵn sàng giã từ sự nghiệp vất vả và thành công của mình để phục vụ đất nước. Không có gì được biết về những ngày cuối cùng của anh ấy, nhưng anh ấy được cho là đã chết vào năm 1630.

## Hồ sơ
Bản gốc ghi lại chuyến đi năm 1606 của Janszoon đã bị mất. Biểu đồ Duyfken, cho thấy vị trí đổ bộ đầu tiên ở Úc của Duyfken, có số phận tốt hơn. Nó vẫn còn tồn tại ở Amsterdam khi Hessel Gerritszoon lập Bản đồ Thái Bình Dương vào năm 1622 và đặt địa lý Duyfken trên đó, do đó cung cấp cho chúng tôi bản đồ đầu tiên chứa bất kỳ phần nào của Úc. Biểu đồ vẫn còn tồn tại vào khoảng năm 1670, khi một bản sao được tạo ra. Điều này cuối cùng đã đến Thư viện Hoàng gia ở Vienna và bị lãng quên trong hai trăm năm. Bản đồ này là một phần của Atlas Blaeu Van der Hem, được đưa đến Vienna vào năm 1730 bởi Hoàng tử Eugene của Savoy. Thông tin từ các biểu đồ của ông được bao gồm trong các bản đồ bằng đá cẩm thạch và đồng của các bán cầu trên sàn của Hội trường Công dân Cung điện Hoàng gia Amsterdam